# Cirkulární dech
Cirkulační dech (též cirkulační dýchání, cirkulární dech, auletické dýchání) je hráčská technika používaná při hře na dechové nástroje. Je založená na vytvoření nepřerušovaného tónu využitím ústní dutiny jako dočasného vzduchového rezervoáru.
Tato technika je nejčastěji uváděna v kontextu s hrou na didgeridoo, kde tvoří nejtypičtější a nezbytnou základní techniku pro ovládání nástroje. Cirkulační dech bývá často spojován s didgeridoo, ačkoli ze své podstaty ho lze uplatnit při hře na jakýkoli dechový nástroj, který lze krátce udržet ve zvuku rozezněním pouhou zásobou vzduchu v ústní dutině. Přesněji jde o nástroje nátrubkové, plátkové a do určité míry i o flétny. U těchto nástrojů dochází k rozechvívání vzduchového sloupce v nástroji tlačením dechu proti odporu náústku, nátrubku, hubice, nebo rtů. Nástroje, které nekladou dechovému proudu odpor, se udržují cirkulárním dechem jen s velkými obtížemi.  
Pro evropskou hudbu byl cirkulační dech odkryt až ve dvacátém století v souvislosti s rostoucím zájmem o mimoevropské hudební kultury. Techniku a aplikaci auletického dýchání, stejně jako techniku ostatních dechových kontrol, rozvinul a zdokonalil Zdeněk Bruderhans (narozen 29. 7. 1934, Praha), za což je dodnes mezinárodně uznáván. 

## Princip cirkulačního dýchání
Technika probíhá ve fázích, které jsou až na kriticky důležitou část pochopitelně shodné s běžným dýcháním při hře na jakýkoli dechový nástroj.
- První nádech s převahou bráničního dechu,tedy tzv. abdomenální dýchání ("abdomen" je výraz pro oblast břicha). Principielně jde o tutéž techniku, jakou používají jogíni.
- Kontrolovaný pomalý výdech s přispěním bráničního tlaku. Dochází ke vzniku tónu vibrací rtů, nebo plátku.
- Ve chvíli, kdy v plicích zbývá již málo vzduchu, uvolní hráč svaly tváří a naplní vydechovaným vzduchem ústní dutinu, zejména tváře a prostor v hrtanu. Tón stále zní.
- Následuje suplování plicního výdechu. Dochází k rychlému stlačení tváří mimickými svaly, které dočasně slouží jako měchy. Tento "simulovaný výdech" navíc probíhá za pomoci pohybu jazyka na způsob pístu od hrtanu směrem k zubům. Tento výtlak vzduchu přebírá úlohu původce tónu, který se udržuje v tuto krátkou chvíli pouze proudem vzduchu nastřádaného a naráz vytlačeného ústní dutinou. Tento "horní" rezervoár vzduchu se vyprázdní řádově za 1 až 2 sekundy. Mezitím se hráč nosem nadechuje rychle a hluboce do plic. Tento nádech je vždy slyšitelný u hráčů na didgeridoo a mnozí hráči s tímto nádechem pracují jako s rytmickým obohacením své hry.
- Opětovné převzetí tónu plicním výdechem je nejkritičtější fází. Jde o plynulé navázání na tón bez jeho přerušení a zejména bez kolísání dynamiky a intonace. Je nutné zachovat i při nádechu brániční tlak.
- Tón zní opět za pomoci vzduchu tlačeného z čerstvě naplněných plic.

Mezi hráče, kteří často účelově používají cirkulární dýchání na dechový nástroj, patří saxofonisté Sonny Rollins nebo Rahsaan Roland Kirk. 
Při zpěvu nelze cirkulárního dechu využít, protože tón při zpěvu vzniká v hlasivkách, tedy ještě před horním vzduchovým rezervoárem.